# Сибринг (Флорида)
Сибринг (енгл. Sebring) град је у америчкој савезној држави Флорида. По попису становништва из 2010. у њему је живело 10.491 становника.

## Демографија
Према попису становништва из 2010. у граду је живело 10.491 становника, што је 824 (8,5%) становника више него 2000. године.
| Група             | 2000.         | 2010.         |
| Белци             | 6.881 (71,2%) | 6.802 (64,8%) |
| Афроамериканци    | 1.517 (15,7%) | 1.544 (14,7%) |
| Азијати           | 72 (0,7%)     | 143 (1,4%)    |
| Хиспаноамериканци | 1.063 (11,0%) | 1.845 (17,6%) |
| Укупно            | 9.667         | 10.491        |